# Philharmonics
Philharmonics je první studiové album dánské zpěvačky Agnes Obel, vydané v říjnu 2010 u vydavatelství PIAS Recordings. Jeho vydání předcházel singl „Riverside“, který vyšel již v květnu 2010. Vedle jedenácti autorských písní album obsahuje také jednu coververzi; jde o píseň „Close Watch“ od velšského hudebníka a hudebního skladatele Johna Calea.

## Seznam skladeb
| Pořadí | Název              | Autor      | Délka |
| ------ | ------------------ | ---------- | ----- |
| 1.     | Falling, Catching  | Agnes Obel | 1:33  |
| 2.     | Riverside          | Agnes Obel | 3:48  |
| 3.     | Brother Sparrow    | Agnes Obel | 3:58  |
| 4.     | Just So            | Agnes Obel | 3:35  |
| 5.     | Beast              | Agnes Obel | 3:50  |
| 6.     | Louretta           | Agnes Obel | 2:06  |
| 7.     | Avenue             | Agnes Obel | 4:07  |
| 8.     | Philharmonics      | Agnes Obel | 3:33  |
| 9.     | Close Watch        | John Cale  | 4:00  |
| 10.    | Wallflower         | Agnes Obel | 2:26  |
| 11.    | Over the Hill      | Agnes Obel | 2:48  |
| 12.    | On Powdered Ground | Agnes Obel | 4:07  |

## Obsazení
- Agnes Obel – zpěv, klavír
- Robert Kondorosi – kytara v „Brother Sparrow“
- Daniel Matz – beaty v „Brother Sparrow“ a „Avenue“
- Alex Brüel Flagstad – doprovodné vokály v „Just So“
- Frederique Labbow – violoncello v „Beast“, „Wallflower“, „Over the Hill“ a „On Powdered Ground“
- Isabelle Klemt – violoncello v „Beast“
- Anne Müller – violoncello v „Avenue“